# Métropole
Pour les articles homonymes, voir Métropole (homonymie).

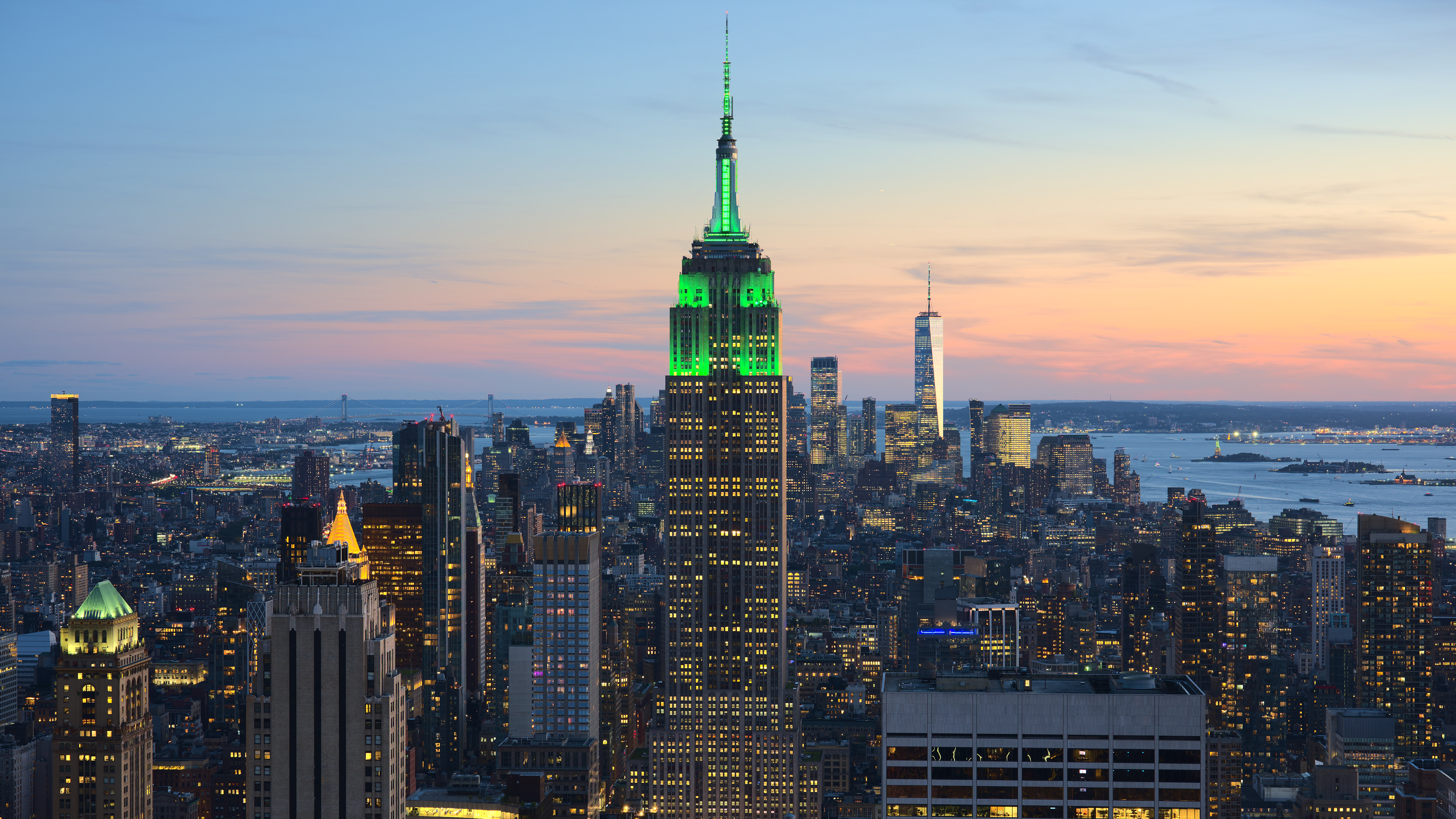
New York, métropole mondiale.

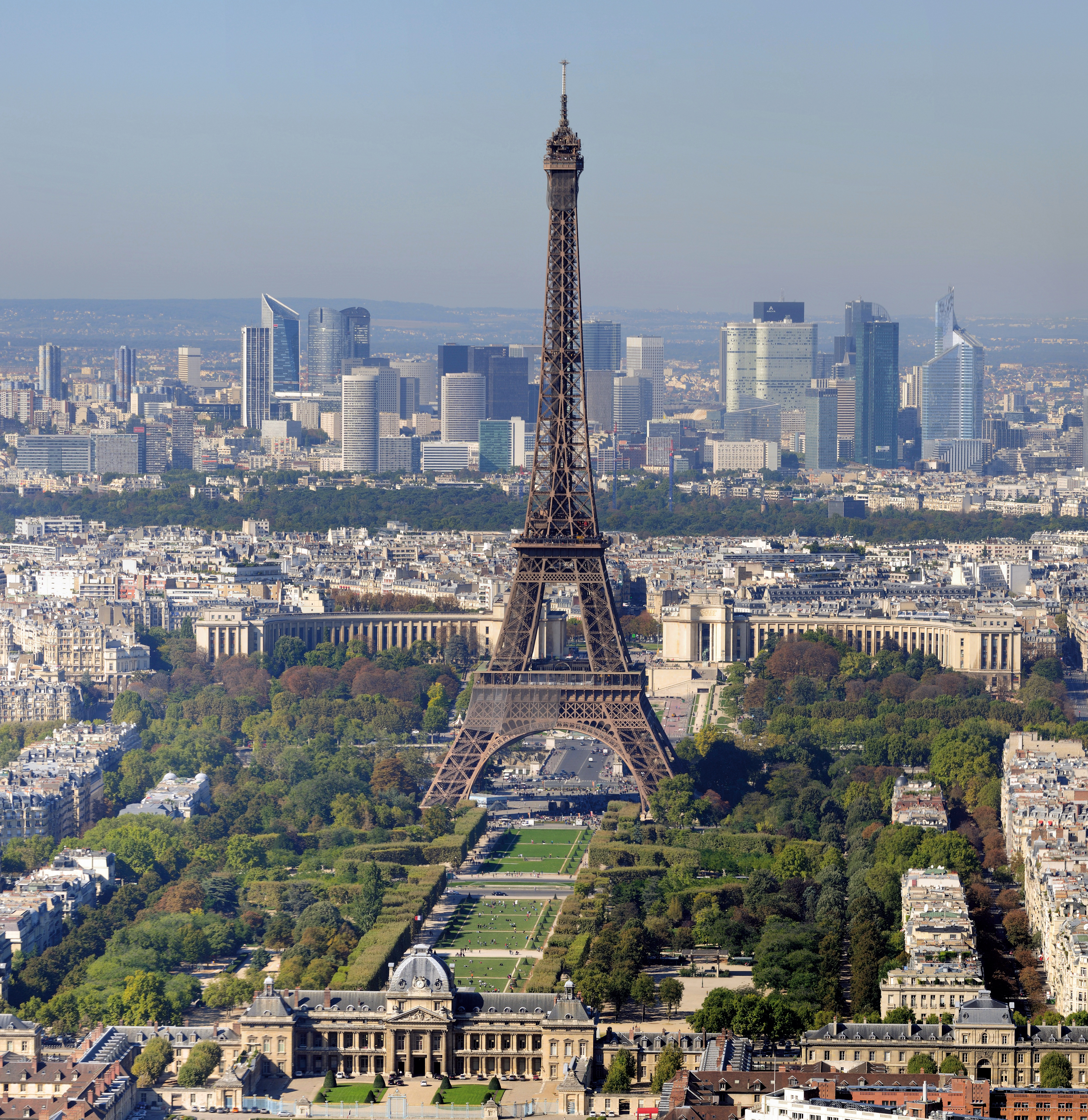
Paris, autre métropole d'importance mondiale.

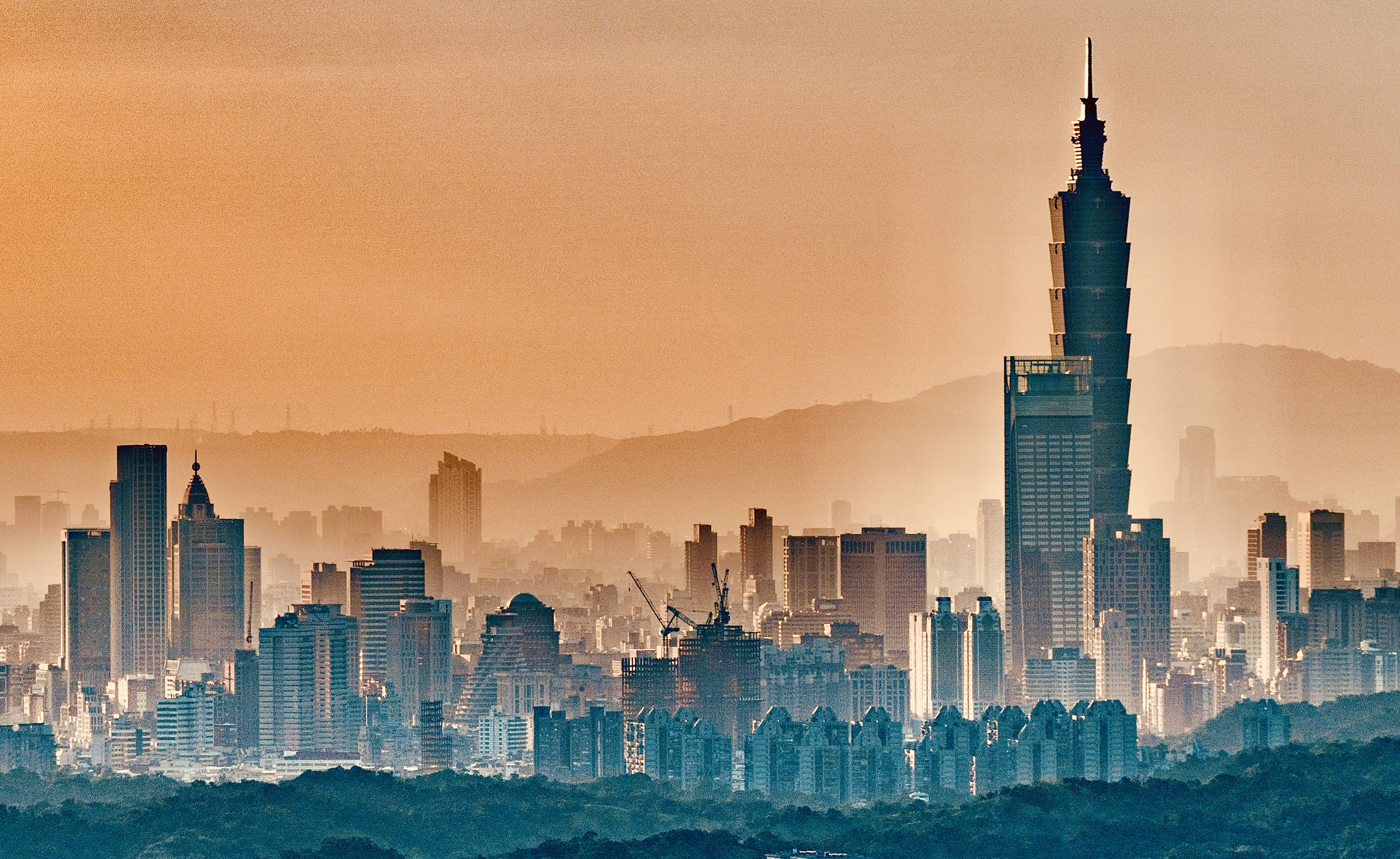
Taipei, métropole asiatique.

Une métropole (dérivé du bas latin metropolis « capitale d'une province », lui-même du grec ancien μητρόπολις / mētrópolis, « ville-mère ») est la ville principale d'une région géographique ou d'un pays qui est à la tête d'une aire urbaine importante, par sa grande population et par ses activités économiques et culturelles, permet d'exercer des fonctions organisationnelles sur l'ensemble de la région qu'elle domine. Elle n'est pas obligatoirement la capitale du pays ; par exemple, New York est la plus grande métropole des États-Unis alors que Washington en est la capitale.

## Historique
Dans la Grèce antique, la métropole est la « cité mère » par rapport à ses colonies, puis dans la Rome antique la capitale administrative d’une province.
Dans l’administration religieuse (notamment chrétienne), une métropole est un chef-lieu d’une région, celui d'une province ecclésiastique où siège l'archevêque métropolitain pour les catholiques, celui où siège le métropolite pour les orthodoxes. De nos jours, les métropoles orthodoxes sont des juridictions (comme la métropole orthodoxe grecque d'Allemagne, par exemple).
Ainsi, Lyon est une métropole ecclésiastique et régionale.

## La métropole comme pôle urbain

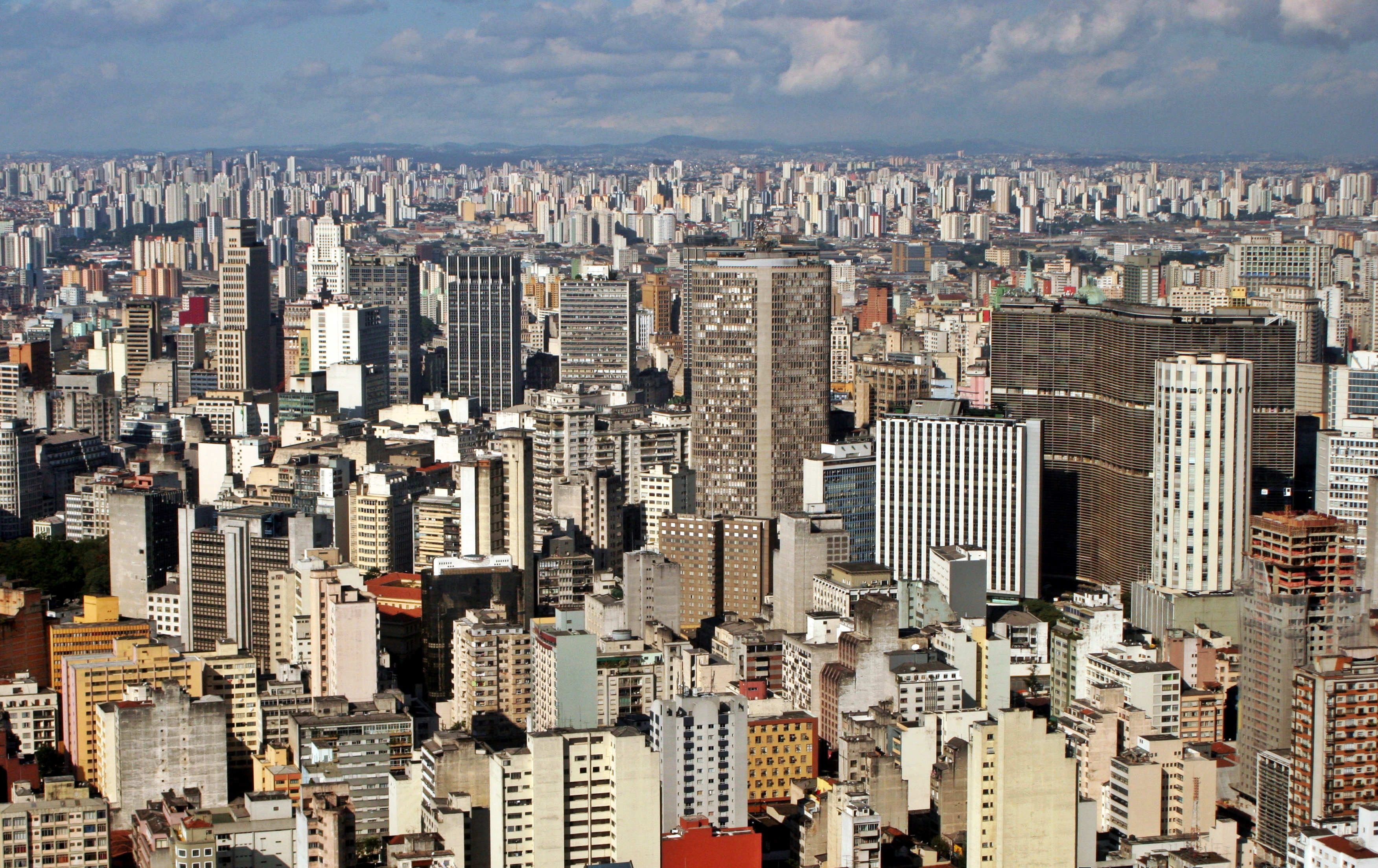
São Paulo, métropole du Brésil.

On considère en général le caractère de métropole d'une ville non pas selon sa taille, mais si elle correspond aux caractéristiques définissant une métropole. On peut considérer la métropole à différentes échelles, de la ville mondiale à la métropole.
On peut considérer comme métropole une ville :
- concentrant une population relativement importante donc plus de 3 000 000 d'habitants en ce qui concerne les métropoles de rayonnement international. Néanmoins, on peut déterminer plusieurs niveaux de métropoles (ville monde, métropole européenne, métropole régionale), avec des seuils différents ;
- avec des fonctions de commandement dans les domaines économique, financier, dans une moindre mesure politique, culturel ou de la recherche ;
- influençant l'organisation des activités industrielles et tertiaires en son sein et sur le territoire sur lequel elle rayonne et a un effet d'entraînement, une situation favorisée par le positionnement sur une interface ;
- à la tête d'un réseau urbain ;
- ayant un pouvoir d'impulsion et d'organisation ;
- représentant un lien avec l'échelon le plus élevé (national ou international) ;
- concentrant une main-d'œuvre qualifiée, des emplois stratégiques et périproductifs, dans le tertiaire industriel ;
- ayant un rayonnement touristique et une réputation mondiale affirmée ;
- ayant un grand réseau universitaire et des activités de recherche-développement dynamiques.

On désigne par métropolisation le phénomène de formation ou de renforcement d'une métropole par concertations des fonctions de commandements, de communication et des emplois de haut niveau (services rares), et par concentration de la population, à la fois marché d'emploi et de consommation, en son sein.

### Échelle mondiale

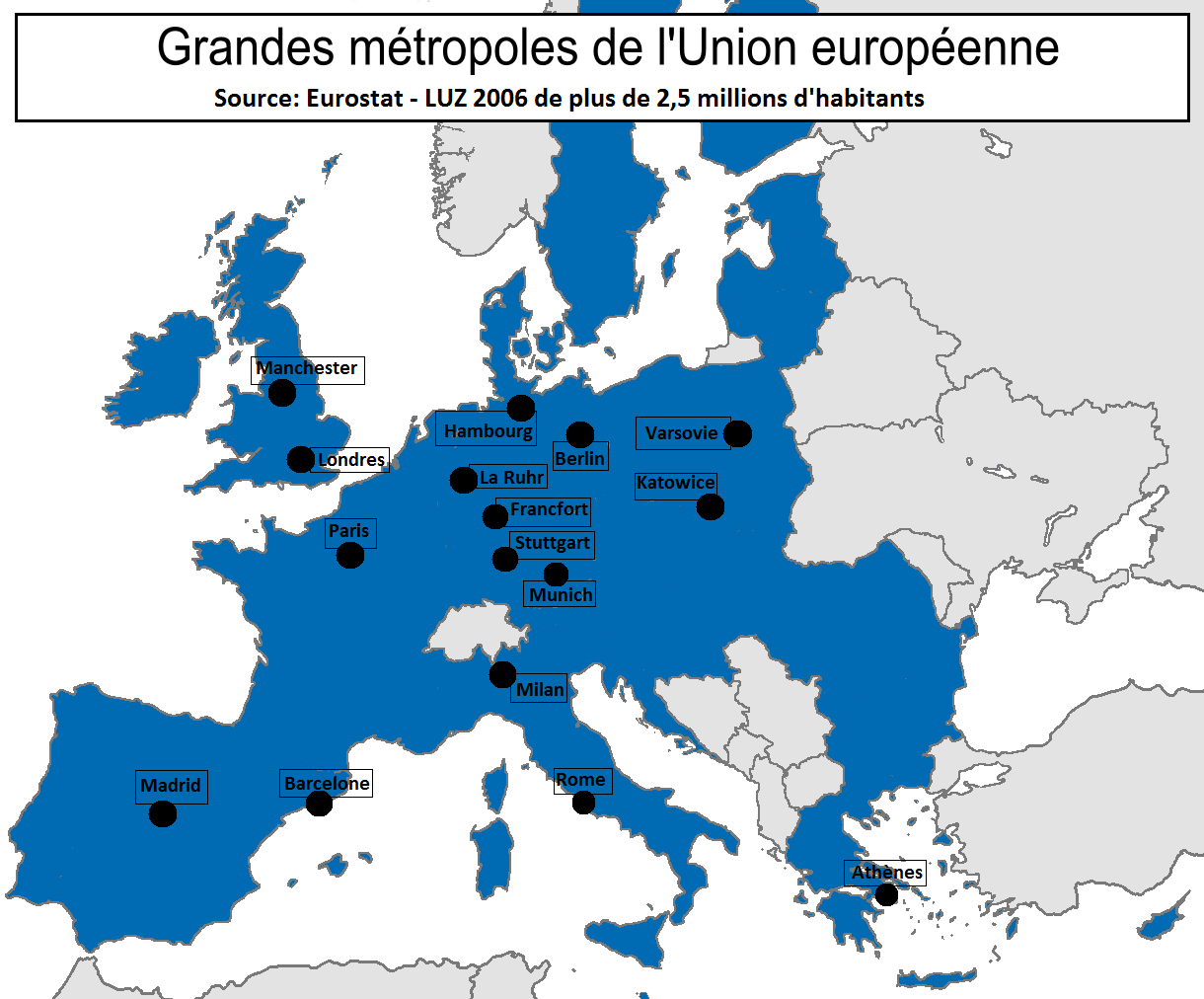
Les grandes métropoles de l'Union européenne (LUZ - Eurostat).

Au niveau mondial, on parle plus couramment de « ville mondiale » ou de « ville globale ». Plusieurs classements existent et mentionnent généralement en tête de liste New York, Londres, Tokyo, Paris voire Chicago.

### Échelle nationale

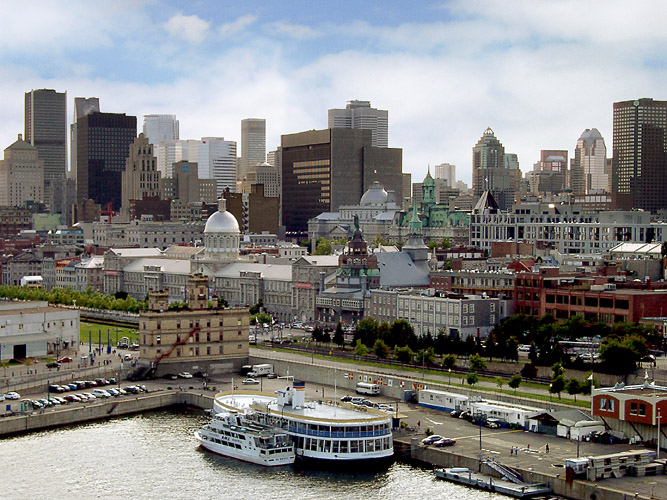
Montréal, métropole du Québec.

Une métropole à l'échelle nationale correspond le plus souvent à la ville qui se situe en tête du réseau urbain national.
Il existe différents cas de figure :
- certaines métropoles, comme Paris, Londres, Athènes, Tunis, occupent une position tellement démesurée par rapport aux villes qui les entourent qu'on parle de réseaux urbains macrocéphales (du grec, signifie grosse tête) dominés par une ville primatiale ;
- d'autres pays connaissent un réseau bicéphale (à deux têtes) comme l'Espagne (avec Madrid et Barcelone).
- décentralisée, la Suisse, avec principalement Berne, Bâle, Lausanne, Schaffhouse, Lugano, Genève et Zurich échappe a ce schéma, chaque ville n'étant qu'une partie d'un tout.
- au contraire, certains pays disposent d'un réseau urbain plus équilibré : c'est le cas, par exemple, des États-Unis, du Canada, de l'Allemagne et de la Belgique qui sont des États fédéraux. En Belgique, la ville-région de Bruxelles-Capitale est le centre urbain le plus important du pays et situé au centre de celui-ci. Par contre, certains états ou provinces possèdent une capitale et une métropole distincte de celle-ci, l'une politique et administrative et l'autre économique et/ou industrielle. C'est le cas des États-Unis d'Amérique avec Albany, capitale politique et administrative de l'État de New York, alors que la métropole est New York.

### Échelle régionale

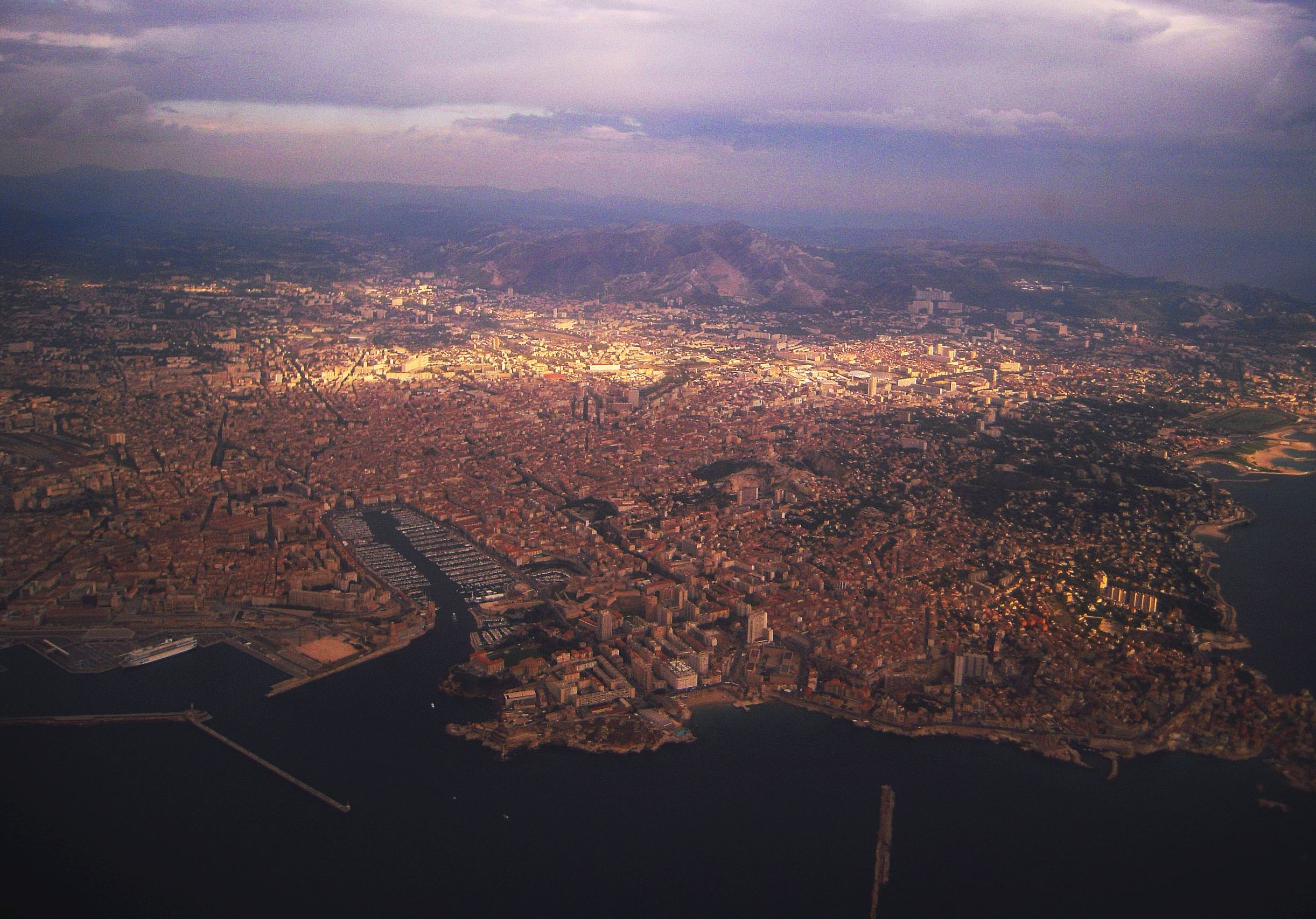
Marseille, métropole de la région Provence-Alpes-Côte d'Azur (PACA).

La métropole régionale est un lieu où se trouvent centralisées certaines fonctions importantes, notamment économique, sociale, politique et culturelle à l'échelle de la région. Les métropoles régionales, en tête de leur réseau urbain local, sont incluses dans les réseaux urbains nationaux.
L'urbaniste François Ascher considère comme niveau d'analyse permanent celui de la « métapole », qu'il définit comme « l'ensemble des espaces dont tout ou partie des habitants, des activités économiques ou des territoires sont intégrés dans le fonctionnement quotidien d'une métropole ». Pas nécessairement continue, la métapole comporte au moins quelques centaines de milliers d'habitants.